# Frontera entre Espanya i el Marroc
La frontera entre Espanya i el Marroc és la línia que limita els territoris d'Espanya i el Marroc, al nord d'Àfrica.

## Frontera terrestre
Es tracta d'una de les fronteres internacionals més petites al món, i envolta tres Places de Sobirania, de les possessions espanyoles al nord d'Àfrica:
- La més gran (9,6 km) separa la província de Nador de la ciutat autònoma de Melilla
- La segona més gran (6,3 km) que separa la Prefectura de M'diq-Fnideq de la ciutat autònoma de Ceuta;
- La més petita separa el poble de Badis del penyal de Vélez de la Gomera. Aquesta possessió espanyola és una antiga illa que està connectada al continent per una franja de sorra des de 1930 (a causa d'un terratrèmol), i on la frontera té només 85 m de longitud.

A les tres fronteres hi ha instal·lada una triple tanca fronterera (dues tanques de 6 metres, propietat d'Espanya, i una tercera de 2 metres, propietat del Marroc) per impedir la immigració il·legal i el contraban comercial cap a Espanya i la Unió Europea.
Existeixen diversos passos fronterers, entre els quals destaca principalment el de Beni Ensar, a Melilla, que és l'únic que té duana comercial. També destaca el pas del Tarajal, a Ceuta. Aquests dos passos són els únics que romanen oberts les 24 hores del dia els 365 dies de l'any.
També existeix, formalment parlant, una quarta frontera terrestre, situada sobre el paral·lel 27º 50' N, que separa el Sàhara Espanyol del Marroc, si bé aquesta frontera habitualment no és considerada perquè des de 1976 el Marroc administra tots dos costats de la frontera i l'ha dissolt de facto.

## Frontera marítima
Consta de dos trams geogràficament disjunts. Separa, en el primer tram, a l'oest, l'arxipèlag africà de les illes Canàries (de sobirania espanyola) del Marroc. L'altre tram discorre al llarg de l'estret de Gibraltar i separa tots dos països seguint la zona central de l'oceà Atlàntic i del mar Mediterrani (en alguns trams la frontera s'endinsa en la costa africana per englobar les places de sobirania espanyola.
També engloba un tercer tram de facto, que separa les Canàries del Sàhara Espanyol (no reconegut formalment), i un quart tram, de iure però que no existeix en la pràctica, que separa les aigües del Sàhara Espanyol de les del Marroc.
La frontera marítima es pot creuar a través de ferris on es realitzen els controls fronterers. Les línies de ferri més importants són Algesires-Tànger Med, i Tarifa-Tànger. També destaca el ferri Las Palmas de Gran Canària-Al-Aaiun.
A més, el ferri domèstic Cadis-Las Palmas de Gran Canaria creua la frontera hispanomarroquina dues vegades, però com el vaixell no fa escala en cap port marroquí i enllaça dues ciutats espanyoles no es realitzen controls fronterers.

## Frontera aèria
La frontera aèria comprèn tant la frontera terrestre com la marítima per a aquells vehicles que no són terrestres ni navals. Tots els vols que enllacen territoris administrats pel Marroc amb Espanya, així com els vols entre la península Ibèrica i Canàries creuen aquesta frontera. Els controls fronterers solament es realitzen en vols internacionals, abans d'enlairar-se i en arribar als aeroports d'origen i destinació.

## Galeria

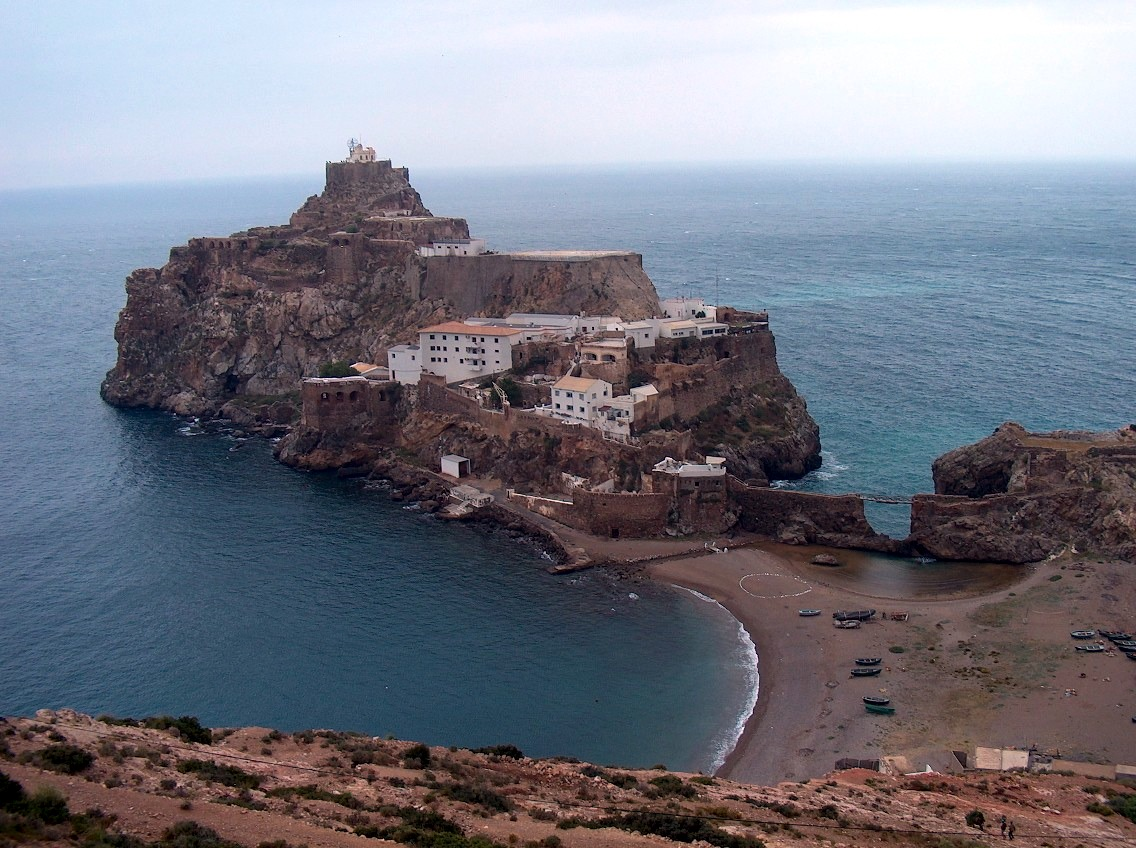
El penyal Vélez de la Gomera, vist des del Marroc
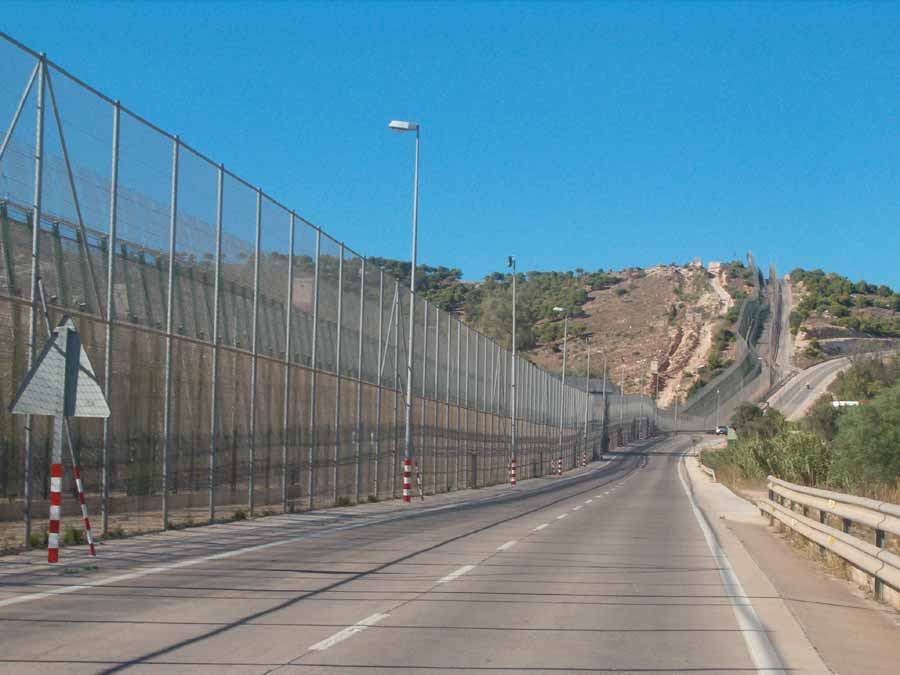
tanca de Melilla vista del costat espanyol